# Štefan Salai
Štefan Salai (madžarsko Szalay István), madžarski rimskokatoliški župnik, nižji plemič in šolski nadzornik v Slovenski krajini na Ogrskem, * 17. avgust 1845, Dolnja Lendava (Lendava), † 19. januar, 1913, Turnišče.
V duhovnika je bil posvečen 18. oktobra 1868. Kaplanoval je v Bogojini (1868–1869), Lendavi (1869–1870), v Črenšovcih (1870–1871) in naposled v Turnišču (1871–1877), kjer je nato postal župnik.
Od leta 1890 do svoje smrti je bil nadzornik. 